# John Harkes
John Harkes, född 8 mars 1967 i Kearny, New Jersey, är en amerikansk fotbollstränare och före detta spelare, som sedan 2018 är huvudtränare för Greenville Triumph. Harkes blev den första amerikanen att spela i engelska Premier League och har vunnit MLS Cup två gånger med DC United. För USA:s landslag gjorde han 90 landskamper och deltog i både VM 1990 samt VM 1994.
Han är med i National Soccer Hall of Fame sedan 2005.

## Spelarkarriär

### Klubblag
1985 spelade John Harkes collagefotboll i Virginia Cavaliers under sin blivande tränare i DC United, Bruce Arena. Han påbörjade seniorkarriären i Albany Capitals innan han 1990 flyttade till engelska Sheffield Wednesday. Han först mål för klubben kom mot Derby County, ett mål som senare utsågs till årets mål i England. 1991 vann Sheffield Wednesday Engelska Ligacupen efter 1-0 i finalen mot Manchester United. Samma år blev Sheffield Wednesday uppflyttade till Premier League. 1993 var Sheffield Wednesday återigen i final av Ligacupen. Man förlorade med 2-1 mot Arsenal och Harkes blev den första amerikanen att göra mål i en ligacupfinal. En månad senare spelade han även FA-cupfinalen, där man återigen förlorade mot Arsenal.
I England spelade Harkes även för Derby County och West Ham United innan han 1996 gick till DC United inför uppstarten av Major League Soccer. Under den historiska första säsongen så vann DC United både MLS Cup och US Open Cup. SC United lyckades även försvara titeln i MLS året efter. Säsongen 1998 gick laget till ännu en final i MLS Cup, men förlorade där mot Chicago Fire. Han hjälpte även DC United att som första MLS-lag vinna Concacaf Champions League, efter att Eddie Pope avgjort finalen mot Club Toluca med sitt 1-0 mål. Efter säsongen 1998 blev han utlånad till Nottingham Forest under två månader. Han spelade bara tre matcher innan han återvände till USA.
När han kom tillbaka så tradades han bort till New England Revolution. Harkes spelade tre säsonger för klubben innan han gick till Columbus Crew 2001. Efter en skadefylld säsong 2002, så avslutade John Harkes karriären inför säsongen 2003.

### Landslag
John Harkes gjorde debut för USA:s landslag 23 mars 1987 i en match mot Kanada. Han blev snabbt en startspelare och blev uttagen till OS 1988, där man åkte ut i gruppspelet. Han blev även uttagen till VM 1990, där USA fick åka hem med tre raka förluster. Under hemma-VM 1994 var det Harkes som slog inlägget som Andrés Escobar olyckligt stötte in i eget mål när Colombia besegrades med 2-1. USA åkte senare ut i åttondelsfinal mot Brasilien, en match Harkes missade på grund av en avstängning.
I Copa América 1995 skrällde USA när man gick till semifinal och på vägen slog Argentina med 3-0 i gruppspelet. Han blev efter turneringen utsedd till mest värdefulla spelare tillsammans med uruguayanen Enzo Francescoli. Till VM 1998 blev Harkes petad av förbundskaptenen Steve Sampson, anledningen kom fram först 12 år senare då det kom fram att Harkes hade haft en affär med lagkamraten Eric Wynaldas fru. Han återvände dock till landslaget 1999 under nya förbundskaptenen Bruce Arena och hjälpte laget till en tredjeplats i Confederations Cup 1999. Han avslutade sin landslagskarriär 2000 efter 90 landskamper och sex mål.

#### Landslagsmål
| Nr | Datum            | Spelplats        | Motståndare   | Mål | Resultat | Tävling       |
| -- | ---------------- | ---------------- | ------------- | --- | -------- | ------------- |
| 1  | 13 augusti 1989  | Los Angeles      | Sydkorea      | 1–2 | 1–2      | Vänskapsmatch |
| 2  | 24 februari 1990 | Palo Alto        | Sovjetunionen | 1–0 | 1–3      | Vänskapsmatch |
| 3  | 30 maj 1992      | Washington, D.C. | Irland        | 3–1 | 3–1      | US Cup 1992   |
| 4  | 6 juni 1992      | Chicago          | Italien       | 1–1 | 1–1      | US Cup 1992   |
| 5  | 11 juni 1995     | Boston           | Nigeria       | 1–1 | 3–2      | US Cup 1995   |
| 6  | 18 juni 1995     | Washington, D.C. | Mexiko        | 3–0 | 4–0      | US Cup 1995   |

## Meriter
Sheffield Wednesday
- Engelska Ligacupen: 1991

DC United
- MLS Cup: 1996, 1997
- US Open Cup: 1996
- Concacaf Champions League: 1998

Columbus Crew
- US Open Cup: 2002

USA
- CONCACAF Gold Cup
  - Guld: 1991
  - Silver: 1993, 1998
  - Brons: 1996
- Confederations Cup
  - Brons: 1992, 1999